# Glen Brumby
Glen Brumby, né le 11 mai 1960 à Adélaïde, est un joueur professionnel de squash représentant l'Australie. Il atteint en août 1986 la 10e place mondiale sur le circuit international, son meilleur classement.

## Biographie
Glen Brumby est né à Adélaïde et étudie le droit et les arts à l'université d'Adélaïde. Il remporte le British Junior Open en 1978 et 1979, le consacrant meilleur junior du monde et l'emportant à chaque fois face à Jahangir Khan, de trois ans son cadet.
Il se hisse par deux fois en demi-finales du championnats du monde de squash (1982 et 1985) se heurtant à chaque fois à l'invincible Jahangir Khan pendant sa période d’invincibilité de plus de cinq ans.

## Palmarès

### Titres
- Scottish Open : 1979

## Finales
- Championnats du monde par équipes : 1981